# Biblioteca Comunale Mozzi Borgetti

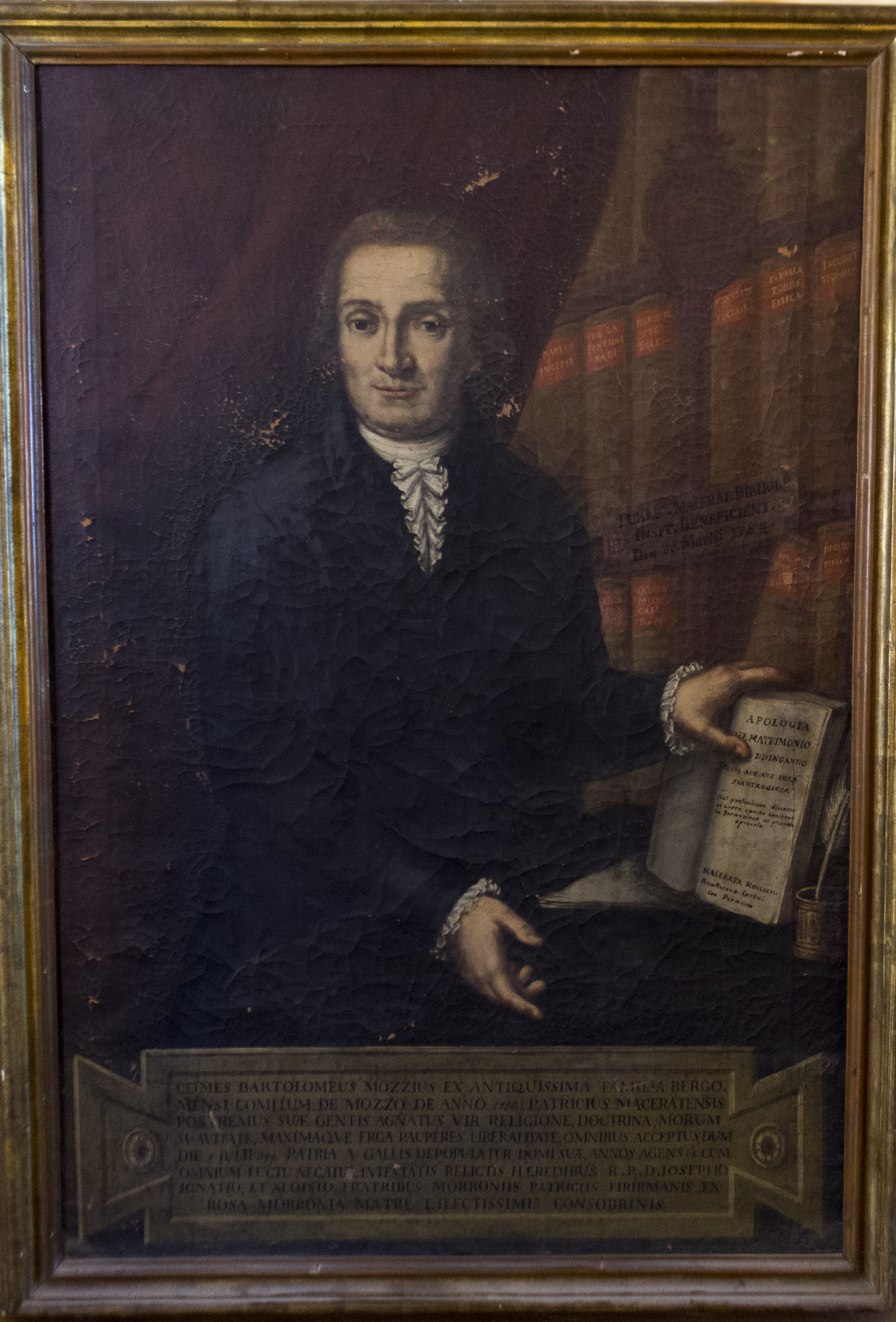
Porträt von Bartolomeo Mozzi

Die Biblioteca Comunale Mozzi Borgetti wurde 1773 in den Räumlichkeiten des aufgehobenen Jesuitenkollegs gegründet und ist die städtische Bibliothek von Macerata.
Basierend auf den zahlreichen Spenden, die in fast 250 Jahren Tätigkeit eingegangen sind, trägt die Bibliothek ihren Namen von den Brüdern Bartolomeo und Giuseppe Mozzi, die zu einer alten Macerater Familie gehören, und von dem Dominikaner Tommaso Borgetti. Sie waren in den ersten Jahren nach der Eröffnung der Bibliothek die Protagonisten für die wichtigsten Nachlässe und der Vergabe von Wirtschaftssubventionen um den Zugang der Öffentlichkeit zum Bücherbestand zu gewährleisten.
Die im Laufe der Jahre stetig wachsende Zahl der erhaltenen Schenkungen macht sie zu einer der bedeutendsten Bibliotheken der Marken und Mittelitaliens: Sie verfügt über mehr als 350.000 Bände, darunter über 10.000 Handschriften, 300 Inkunabeln und über 4.000 Ausgaben des 16. Jahrhunderts.
Die Fotothek, die in den 1970er Jahren als spezifischer Teil der Bibliothek eingerichtet wurde, umfasst über 37.000 Bilder sowie 56.000 Glasnegative, die vor allem die lokale Geschichte dokumentieren (Ereignisse, Menschen, Bräuche, Städtebau, Denkmäler, Kunstwerke).
Die Bibliothek Mozzi Borgetti ist Teil der Institution Macerata Cultura Biblioteca e Musei und beteiligt sich am Projekt Nati per leggere zur Förderung des Vorlesens für Kinder im Alter von 0 bis 6 Jahren.

## Geschichte

### Vom Jesuitenkolleg zur öffentlichen Bibliothek
Ab Ende des 15. Jahrhunderts etablierte sich die Stadt Macerata als Sitz der Regierungsorgane der Mark Ancona und wurde zum Zentrum und kulturellen Treffpunkt. Bereits für die Rechtslehre bekannt, richtete Papst Paul III. im Jahr 1540 das allgemeine Studium ein, indem er dem kleinen Kern der Gelehrten einen hohen Stellenwert beimaß und der Universität dank der Bemühungen der Gemeinde innerhalb weniger Jahre offiziell Leben einhauchte. Es gelang ihm, Lehrer von großem Ruhm und Ansehen zu gewinnen und sich mit älteren Universitäten wie Bologna, Padua und Perugia zu messen.

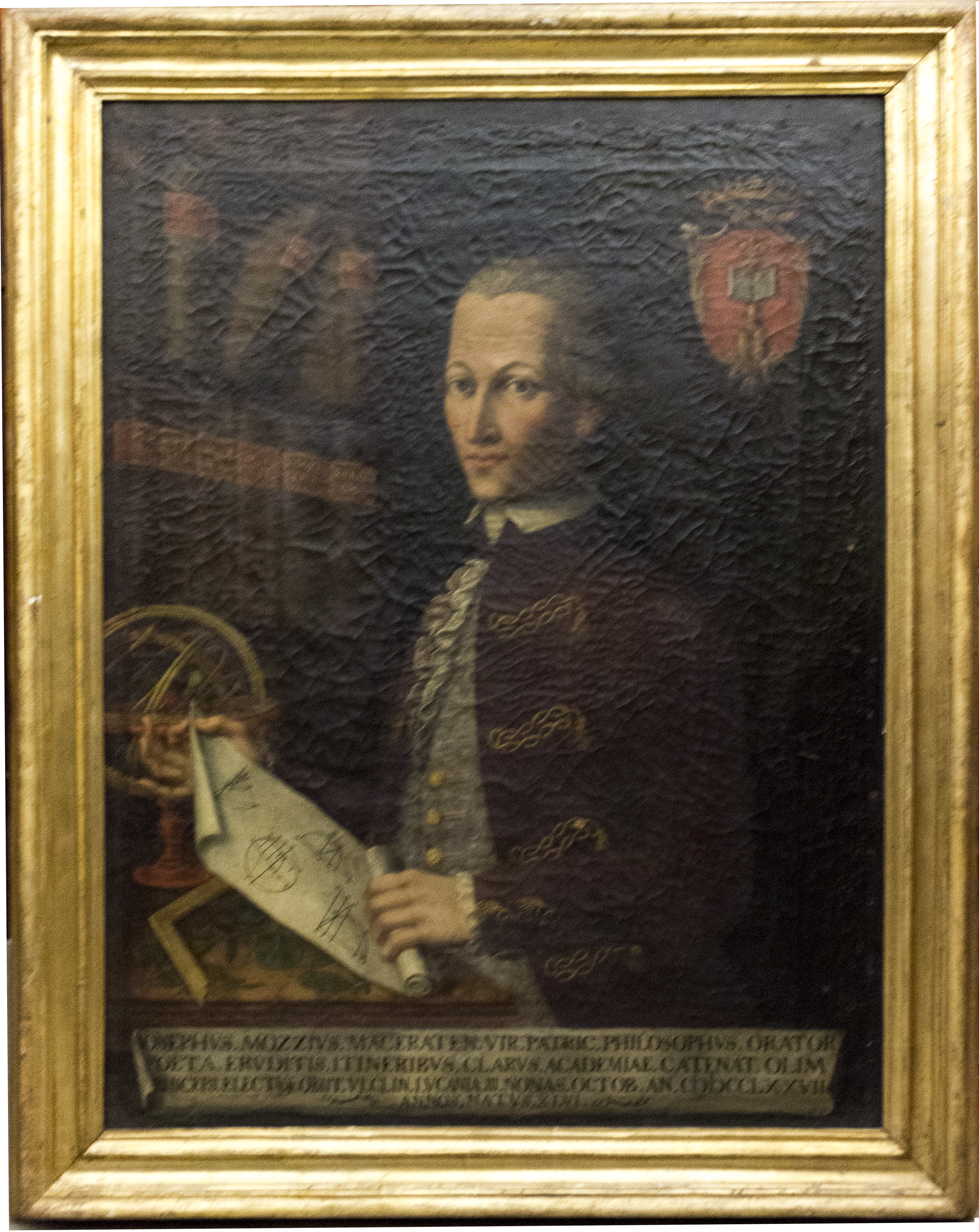
Porträt von Giuseppe Mozzi

Im Zusammenhang mit der kulturellen Erneuerung kamen die Jesuiten 1561 nach Macerata, wo sie nach einer vorübergehenden Vereinbarung 1600 mit der Arbeit an einem festen Heim begannen: der Kirche San Giovanni und dem angrenzenden Gebäude, das früher als Krankenhaus genutzt wurde. Hier befand sich das Kolleg in dem auch Matteo Ricci studierte, bevor er in den Osten ging, und insbesondere die reiche Bibliothek, mit der die Jesuiten ausgestattet waren.
Am 21. Juli 1773 ordnete Papst Clemens XIV. mit der Bulle Dominus ac Redemptor die Auflösung der Jesuiten an. Dies führte zu einem Streit zwischen der Stadt Macerata und Bischof Carlo Augusto Peruzzini über die Übergabe der Räumlichkeiten des ehemaligen Jesuitenkollegs und der darin enthaltenen kostbaren Güter. Dank der Fürsprache der Kardinäle Mario Compagnoni Marefoschi und Guglielmo Pallotta bewilligte der Papst kurz nach dem 15. Dezember 1773 der Gemeinde Macerata die Nutzung des Hochschulgebäudes und der Kirche San Giovanni.
Dank einer weiteren großen Unterstützung des neuen Papstes Pius VI., dessen Wappen sich im zweiten Zimmer der Alten Bibliothekssäle befindet, konnte die Gemeinde eine echte öffentliche Bibliothek für alle Wissenschaftler errichten, die am 31. März 1787 offiziell eröffnet wurde.
Mit der napoleonischen Regierung in Italien kam es wieder zu Streitigkeiten über den Besitz des Gebäudes, dessen Bibliotheksräume von Malern, Goldschmieden und Handwerkern fein ausgestattet worden waren. Als der neue Staatsapparat beschloss, die Räumlichkeiten zum Verkauf anzubieten, stieß die Gemeinde Macerata auf erhebliche rechtliche und wirtschaftliche Schwierigkeiten. Im Jahr 1814 wurde jedoch das Dekret des napoleonischen Generals Joachim Murat beschlossen, das den Palast von S. Giovanni wegen der Nähe zur gleichnamigen Kirche der Stadt Macerata kostenlos übergab.

### Spenden
Die Bibliothek, die ursprünglich aus etwa 5.000 Bänden bestand, wurde durch den Nachlass des Anwalts Francesco Mornati erweitert. Dank der wertvollen Sammlung von Bartolomeo Mozzi, dem letzten Nachkommen einer wohlhabenden Macerater Familie, und seinem persönlichen Engagement einen bereits wichtigen Buchbestand in ein echtes bibliografisches Institut zu verwandeln, wurde die Bibliothek organisatorisch stark verändert. Sie wurde mit eigenen finanziellen Mitteln und einer Organisation ausgestattet, die den Bestand der Öffentlichkeit zugänglich machte.
Die hohen Spendensummen erlaubten es ihm, genaue Bestimmungen über die Verwendung der Mittel und die Leitung der Institutsaufsicht, die der Gemeinde übertragen wurde, festzulegen. An dieser Stelle hielt er die Zeit reif für die Ernennung eines Bibliothekars, der die Verwaltung und Erhaltung des Buchbesitzes sicherstellen würde. Die Wahl fiel auf Domenico Troili, den ersten offiziellen Bibliothekar seit 1786. Troili wurde nicht zufällig ausgewählt: Er hatte bereits Erfahrungen als Bibliothekar an der Estense von Modena gesammelt.
Der Bestand der Bibliothek wuchs im Laufe des 19. Jahrhunderts durch bedeutenden Schenkungen, darunter 1833 die des Dominikaners Tommaso Borgetti, aus der zunächst eine zweite Bibliothek mit getrennter Verwaltung hervorging, die „Borgettiana“, bis es 1855 nach Borgettis Tod zu einer Fusion beider Institute kam.
Es gab auch Nachlässe von berühmten Macerater Künstlern, darunter der Kunsthistoriker Amico Ricci, dessen umfangreiche Bibliothek und Manuskripte mit allen Arbeitsmaterialien eintrafen. Einen wesentlichen Beitrag leisteten die nach der Wiedervereinigung Italiens aufgehobenen Klosterbibliotheken, von denen 19.000 Bände beschlagnahmt wurden.
Zu den bedeutendsten Zugängen des letzten Jahrhunderts gehören:
- die Bibliothek der Familie Castiglioni aus Cingoli, zu der Papst Pius VIII. gehörte, die 1935 erworben wurde und etwa 20.000 Bände umfasste
- die unveröffentlichten Manuskripte des Abtes Colucci, Autor von Antichità Picene
- die Korrespondenz von Luigi Lanzi, Diomede Pantaleoni, Giuseppe Neroni (mit 88 Briefen von Giuseppe Gioacchino Belli)
- das Material, das der Musikwissenschaftler Giuseppe Radiciotti, ein großer Rossini-Biograph und Gelehrter, für ein Lexikon über Musiker der Region gesammelt hat
- das Archiv von Ireneo Aleandri, dem Architekten des Sferisterio von Macerata
- die Bibliothek und das Archiv des Literaturhistorikers Giulio Natali
- die Korrespondenz der Familie Ricci Petrocchini und der Bücher, die Massimo d’Azeglio gehörten
- die Stiftung Ciccolini

### Der Fall der Biblioteca Pantaleoni
Im Jahr 2000 wurde nach einem fast 75 Jahre dauernden Rechtsstreit, der verschiedene Themen betraf, die Bibliothek des mazeratischen Volkswirtes Maffeo Pantaleoni eingegliedert. Die Familie Pantaleoni hatte in den Personen von Diomede und Maffeo Pantaleoni in den letzten zwei Jahrhunderten eine Bibliothek mit mehr als 7.600 Bänden aufgebaut, die das Ergebnis einer kulturellen Mission von absolutem nationalen und internationalen Wert war. Diomede, eine führende Figur im Risorgimento der Marken, hatte zahlreiche politische Texte und verschiedene Manuskripte von bedeutenden Persönlichkeiten, mit denen er zusammengearbeitet hatte wie Camillo Benso Conte di Cavour und Massimo d’Azeglio, gesammelt. Der zentrale Kern der Büchersammlung seines Sohnes Maffeo, der auch Parlamentarier und später Senator des Königreichs Italien war, bestand aus Büchern über rein wirtschaftliche Themen, mit einer besonderen Spezialisierung auf Bände in Originalsprache aus Osteuropa. Es gab auch eine große Anzahl von historischen Texten, die sich auf die italienische Kolonialgeschichte und die letzte Lebensperiode von Maffeo Pantaleoni beziehen, in der er sich zunehmend von radikalen und sozialistischen Positionen abwandte, um sich zunehmend dem faschistischen Regime zuzuwenden.
Bei seinem Tod im Jahr 1925 ordnete er an, dass seine Kinder Massimo und Marcella die umfangreiche Familienbibliothek erben sollten, dass sie nur die Bücher von ihrem Interesse behalten und den Rest der wertvollen Sammlung der Biblioteca Comunale Mozzi Borgetti spenden sollen, die bereits zahlreiche Korrespondenz von seinem Vater Diomede als Geschenk erhalten hatte. Das Vermächtnis wurde nie offiziell, denn nach den Willen des damaligen Regierungschefs Benito Mussolini wurde die Bibliothek Pantaleoni dem Finanzministerium zur vorübergehenden Verwahrung anvertraut, damit sie neu geordnet, aufbewahrt und katalogisiert werden konnte. Diese Tätigkeiten wurden nie durchgeführt und die Bibliothek wurde im Laufe der Jahre als integraler Bestandteil des Ministeriums betrachtet. Massimo und Marcella Pantaleoni begannen zusammen mit der Gemeinde Macerata sich für die Einhaltung des Testamentes einzusetzen. Sie wussten wie sehr die Bibliothek einen großen Zugewinn für das ohnehin schon beachtliche Archiv von Mozzi Borgetti darstellen würde. Ab den 1950er Jahren beschloss das Ministerium auf diese Anfragen, die auch vor der Generalstaatsanwaltschaft eingereicht wurden, das Erbe Pantaleonis zu versiegeln. Der Gemeinde Macerata wurde klar gemachte, dass sie ihn in keiner Weise als legitimer Erbe betrachtet wird, da der moralische Wille von Maffeo keinen rechtlichen Wert hatte. Die einzigen, die die Bibliothek anfordern konnten, waren bis zu seinem Tod Massimo und Marcella, die es jedoch nie schaffte, aus diesem bürokratischen Wahnsinn herauszukommen, in dem bis dahin mehrere Personen verstorben sind.
Der Wendepunkt kam erst 1995, als es dank der Intervention des Abgeordneten Valerio Calzolaio möglich war, das Regelwerk zu umgehen, das die Rückkehr der wertvollen Sammlung nach Macerata verhinderte: Die Biblioteca Mozzi Borgetti wurde nach einer parlamentarischen Anfrage offiziell beauftragt, Pantaleonis Bibliothek zu verwalten und für wissenschaftliche Konsultation zu öffnen, während das Finanzministerium die Verwahrstelle blieb.
Der neue Bibliothekssaal wurde „Sala Pantaleoni“ genannt und am 21. Juni 2000 vom damaligen Präsidenten der Republik Carlo Azeglio Ciampi mit einer öffentlichen Zeremonie in Anwesenheit der politischen Behörden von Macerata eingeweiht. Eine weitere Bestätigung für die gefestigte Verbindung zwischen der macerateser Familie und Mozzi Borgetti gab Marcella Pantaleoni, die einige Jahre nach der Einweihung eine Reihe wertvoller Familienporträts spendete, die nun im neuen Raum ausgestellt sind.

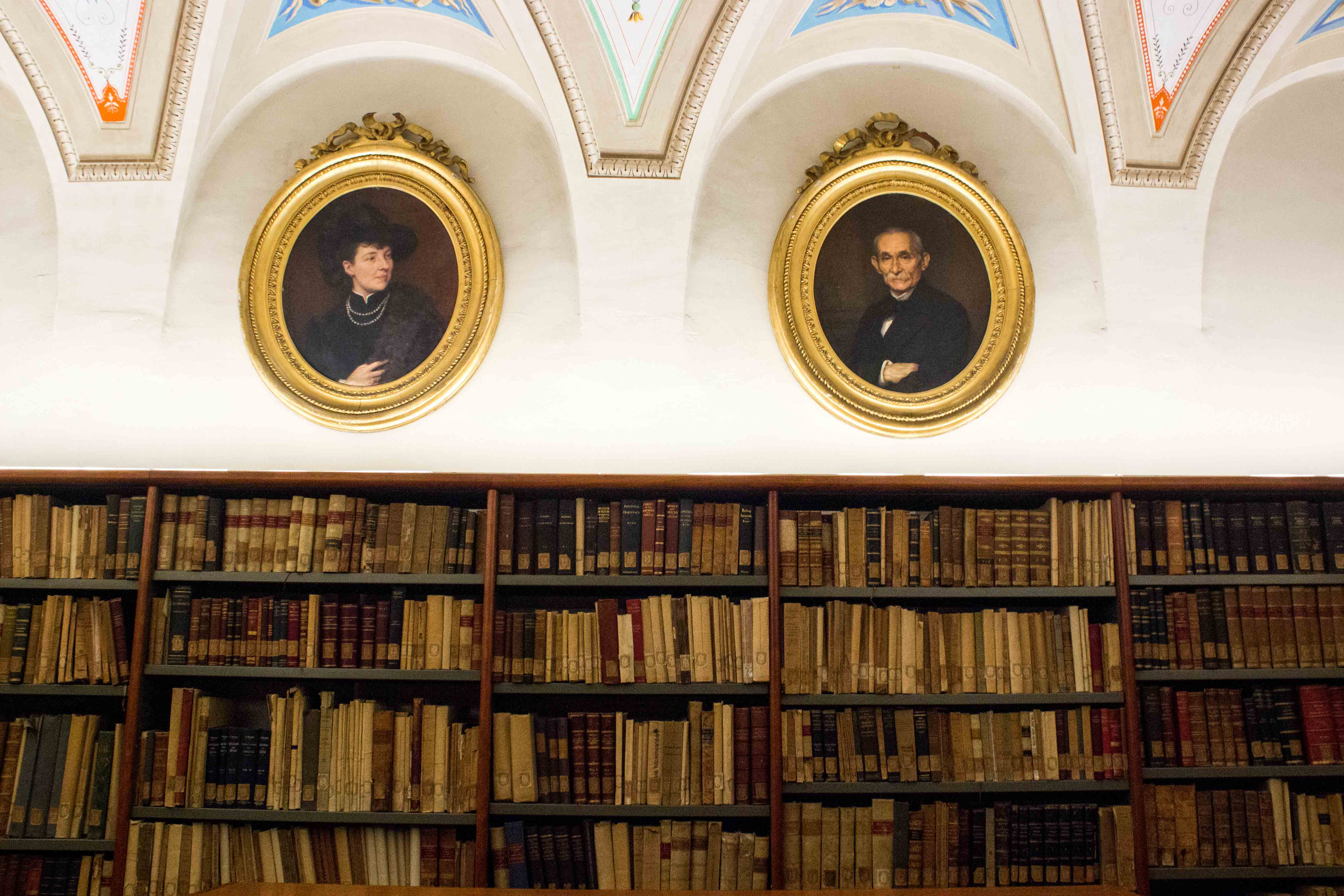
Saal der Biblioteca Pantaleoni

## Hauptsitz

### Das „Gebäude von San Giovanni“
Obwohl die Jesuitenkirche San Giovanni keinen lombardischen Ursprung hat, dem andere Kirchen von Macerata zugeschrieben werden, geht ihr Bau schon zu Beginn der Geschichte von Macerata zurück.
1138 begrüßte die Gemeinde Macerata, als sie sich von der Herrschaft der Bischöfe von Fermo befreit hatte, die Ankunft des Ordens dei Frati Ospedalieri di Gerusalemme in der Stadt, der zur Verbreitung des geistlichen Klimas der Kreuzzüge beitrug. Erst im Juni 1174 wurde die Kirche San Giovanni den Jerusalemern geschenkt, an die ein Nebengebäude angebaut wurde, das von den Brüdern selbst bis 1296 als Krankenhaus genutzt wurde. Mit Gründung der Diözese Macerata in der Mitte des 14. Jahrhunderts wurde es renoviert und mit der Kirche San Giovanni verbunden und von da an von den Erzdiakonen bewohnt, die normale Pfarrfunktionen ausübten.
Als in der zweiten Hälfte des 16. Jahrhunderts auch in Macerata die katholischen Reformation und ihrer Auswirkungen auf die Predigt- und Evangelisierungsmethoden bemerkbar machten, bestand die Gemeinde darauf, die Jesuiten von Ignatius von Loyola zu rufen, die im August 1561 von Pius IV. in Konzession die Kirche San Giovanni und das daran angrenzende alte Krankenhaus erhielten, die im Laufe der Jahrhunderte immer wieder Streitigkeiten über das gemeinsame Eigentum führten. Am 25. März 1680 jedoch stürzten die Balken des alten Gebäudes, das im Laufe der Jahrhunderte Renovierungen und Angriffen standgehalten hatte, plötzlich ein und verursachten den Tod von 22 der jungen Jesuitenschulkinder. Die tiefe Trauer schockierte die Bürger und die Stadt selbst, die 1683 in Absprache mit den Jesuiten den Wiederaufbau des Kollegs finanzierte. Das Gebäude, in dem sich heute die Bibliothek Mozzi Borgetti befindet, weist in der Tat deutlich auf seine frühere klösterliche und schulische Nutzung hin: Die strenge Fassade, die massiven und gerahmten Türen, die Anordnung der Treppen und die unvorhergesehene Anordnung der Räume verweisen auf die Strenge der Ordensgemeinschaft, die jahrhundertelang Eigentümerin des Gebäudes war.

### Renovierung und Ausstattung der alten Säle
Während in mehr als zwei Jahrhunderten von der Einweihung der öffentlichen Bibliothek bis heute trotz der Schaffung neuer Räume und Lagerhallen im Gebäude die schulische Studienumgebung der Jesuiten im Wesentlichen dieselbe geblieben ist, hat der künstlerische Wert des Instituts hat mit der Umstrukturierung der Alten Hallen erheblich zugenommen.

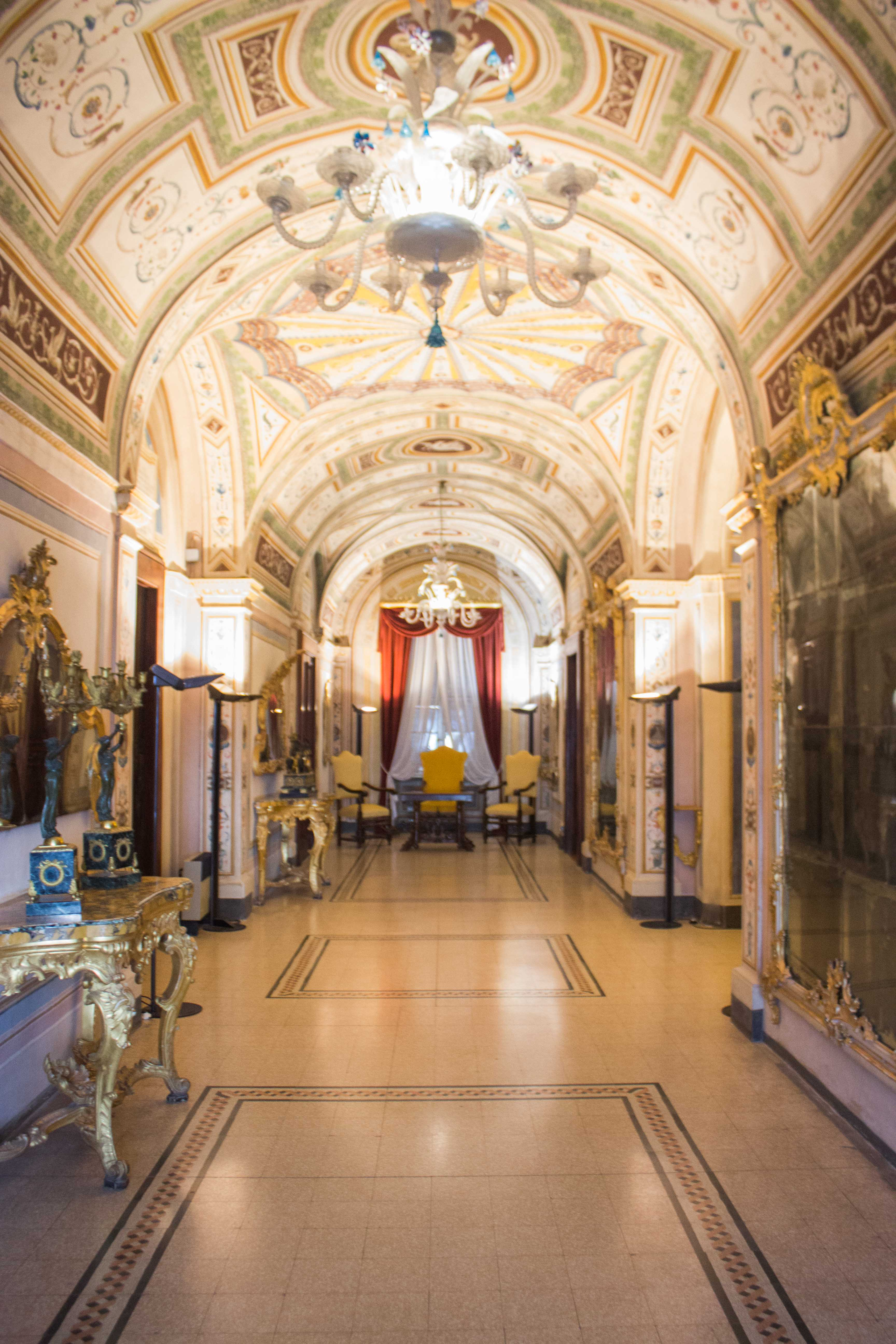
Spiegelsaal

Die bildliche Gestaltung dieser Räume wurde Vincenzo Martini aus Macerata anvertraut, der sich auch um die Ausführung der komplexesten und wichtigsten Gemälde kümmerte. Am Eingang der drei nordöstlichen Räume, die er selbst bemalte, platzierte er eine lateinische Inschrift („Studia Literarum/ Adolescentiam Alunt/ Senectutem Oblectant“), die den Jugendlichen die Bedeutung des Studiums in der Jugend, aber auch in den Jahren des Alters verdeutlichte und den Bildweg der Freskenmalerei der drei Räume darstellte. In den ersten beiden stellte Martini die Sonne und die Morgendämmerung in den Decken dar, indem er von der berühmten „Morgendämmerung“ des Malers Guido Reni kopierte. Im dritten Raum stellte er stattdessen eine seiner Ideen dar: Die göttliche Weisheit, als Abschluss einer Reise, die den Besuchern zeigt, dass das Studium von Wissenschaft und Literatur der einzige Weg ist, die Dunkelheit der Unwissenheit zu vertreiben und wahre und himmlische Weisheit zu erlangen. Die hebräische Inschrift in der Hand des Engels, der die Hauptfigur des letzten Freskenbildes, ist sicherlich ungewöhnlich: obwohl hebräisch, enthält sie die typisch christliche Botschaft „das wahre Leben beginnt nach dem Tod“ und bezieht sich damit auf die Auferstehung. In der Mitte dieses Raumes befand sich Ende des 19. Jahrhunderts das Holzregal von Romolo Cappelloni, das mit dem Wappen von Macerata zwischen zwei Füllhörnern verziert war.
Weitere wichtige Details, die Bartolomeo Mozzis Aufklärungsprogramm und des gesamten Instituts unterstreichen, sind die sechzehn Medaillons, die Martini selbst gemalt und auf den Holzpilastern des Spiegelsaals oder der Galleria Traversa platziert hat, die Wissenschaftler und Philosophen darstellen. Es ist äußerst merkwürdig, dass es darunter für die Kirche unbequeme Persönlichkeiten wie Galileo Galilei und Isaac Newton gibt, deren Ideen damals als gefährlich und schädlich galten. Domenico Cervini und Domenico Marzapani arbeiteten mit Martini zusammen, um die Dekoration der Galerie zu vervollständigen und imitierten die Grotesken, die Raffael in den Loggien des Vatikans verwendete. Eine weitere Verzierung erfolgte durch Giuseppe Ciferri, der einen goldenen Fries mit den Wappen von Pius VI., Kardinal Pallotta und der Gemeinde Macerata schnitzte, jenen drei Personen, die als historische Urheber der Bibliothek Mozzi Borgetti gelten.

### Ciccolini-Stiftung
Die bereits prächtigen alten Räume wurden durch die 1956 von der Marquesa Irene Costa Ciccolini an die Bibliothek geschenkten Einrichtungsgegenstände weiter verschönert, darunter zwei imposante vierfarbige Kandelaber aus Bronze mit dunkler und teilweise vergoldeter Patina und vor allem eine prächtige Regaluhr. Dieses wertvolle Möbelstück wurde von Napoleon III. der Vicomtesse Ortensia di Casa Bianca di Avignone anlässlich ihrer Hochzeit mit dem Marquese Claudio Ciccolini geschenkt.

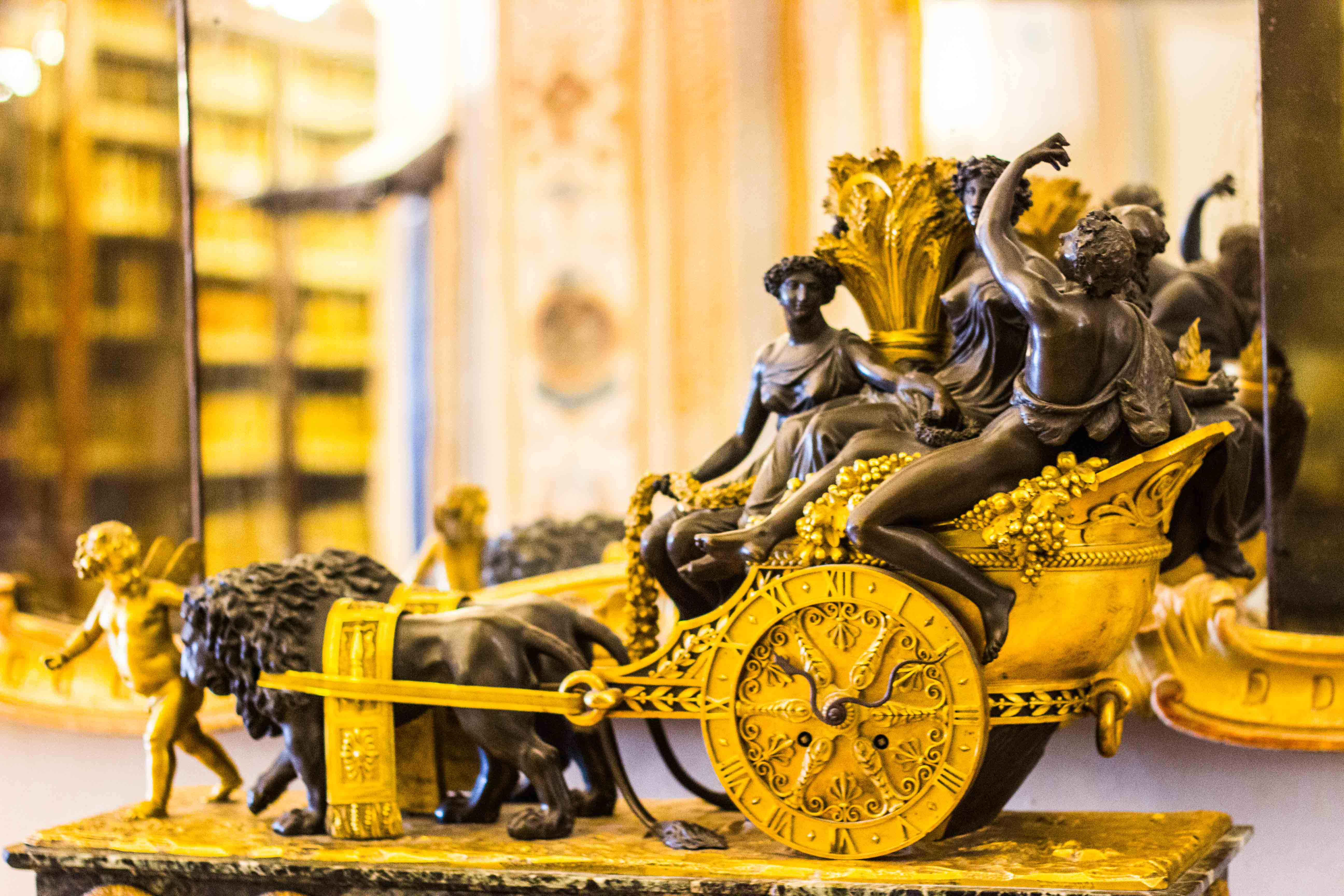
Napoleonische Uhr

Aldo Adversi, bis 1987 Direktor der Bibliothek, schrieb diese prestigeträchtige guarniture de cheminée als erster dem französischen Goldschmied Philippe Thomire zu, der den Auftrag wahrscheinlich 1805 von Napoleon Bonaparte selbst erhalten hat. Diese napoleonische Uhr wird, wegen ihrer starken allegorischen Bedeutung und ihres ständigen Verweises auf den unaufhaltsamen Lauf der Zeit, auch als Macerata-Uhr mit dem Wagen der Jahreszeiten bezeichnet. Es gibt ein Löwenpaar, das ein verliebtes Paar darstellt, einen geflügelten Amor, der die Zeit mit sich führt, und die Personifikationen der vier Jahreszeiten. Auf einem goldenen Wagen sitzen der Frühling, ein junges Mädchen das eine blumige Girlande auf dem Kopf trägt; der Sommer, eine junge Frau, die ein Bündel Weizenähren trägt; der Herbst, dargestellt als Bacchus in einer gewundenen Pose, der sich über Äpfel und Trauben freut, und schließlich der Winter, als alter bärtiger Mann, der einen Wärmer bei sich haben muss. Das wertvolle Exponat befindet sich auf einer Basis aus altem grünen Marmor, auf dessen Seiten die zwölf Tierkreiszeichen in vergoldeter Bronze angebracht sind.

### Die weiteren Säle
Das Längsschiff auf der Südseite der Alten Räume der Bibliothek besteht aus fünf Räumen, die im Allgemeinen schmäler und „unbequemer“ sind als die drei Räume des Nordschiffes. Bei der Renovierung und Ausstattung der Bibliothek nach ihrer Einweihung war das Südschiff noch kein Baukörper der Bibliothek und wurde vielmehr als Depot genutzt. Die beträchtlichen eingetroffenen Spenden zwangen die Kuratoren jedoch weitere Räume zu nutzen, um den Buchbestand der Bibliothek bestmöglich zu bewahren. Die neuen Räume der Bibliothek wurden in den Jahren 1837 bis 1839 eingerichtet und eingeweiht, wobei die Trennwand, die den Zugang zum Spiegelsaal trennte und verhinderte, durchbrochen wurde. Die Besonderheit dieser Räume und der offensichtliche Unterschied zu den anderen Räumen besteht darin, dass sie nicht mit Fresken verziert waren und die strenge Klosteranordnung des Jesuitenkollegs beibehielten, da sie durch die zahlreichen Umgestaltungen in keiner Weise beeinträchtigt wurden, worunter das gesamte Gebäude im Laufe der Jahrhunderte gelitten hat. Das Fehlen dekorativer Bildelemente und die starre und schmale Anordnung der Einrichtung und Aktenschränke schafft in den Räumen einen suggestiven Effekt, der sich sicherlich von der Faszination der anderen Räume unterscheidet aber dennoch wichtig ist, um das raue Klima zu spüren, das die Studenten der Jesuiten in früheren Jahrhunderten in diesen Räumen erlebt hatten. Erst in den ersten Jahren des 20. Jahrhunderts, nach einer allgemeinen Reform des Bibliothekswesens, wurden diese Räume mit weiteren Mitteln und Spenden neu organisiert. Das kostbare Erbe des Kunsthistorikers Amico Ricci, einschließlich seiner kompletten Handschriftensammlung, zahlreicher Bände von großem künstlerischen Interesse und seiner wunderbaren historisch-archäologischen Bibliothek, ist in dem ihm gewidmeten Raum vollständig erhalten; der 7. Raum hingegen war Domenico Silverj gewidmet, einem bedeutenden Musiker des 19. Jahrhunderts aus der Region Marken und bekannt als erster Bürgermeister von Tolentino, und darin befinden sich Werke über Musik und Musiker, Dramaturgie und Theater. In den Räumen 9 und 10 befinden sich derzeit die Schenkungen des Historikers der italienischen Literatur Giulio Natali und die zahlreichen Bände zur Geschichte des Risorgimento der Brüder Giovanni und Domenico Spadoni, die eine bereits umfangreiche Sammlung von Bänden zum Thema Risorgimento ergänzen und es der Bibliothek ermöglichen, einen echten Themenraum zu schaffen. Der letzte Raum im Südflügel werden mehr als 1.500 Manuskripte, Korrespondenzen und Inkunabeln von unschätzbarem Wert aufbewahrt, was einmal mehr den tiefen historischen und kulturellen Wert dieser Bibliothek ausmacht.
Im Eingangsbereich an der Piazza Vittorio Veneto befinden sich die Büsten von Benedetto Cairoli, Ercole Rosa und Papst Gregor XVI. von Fedele Bianchini. Die zahlreichen steinernen Wappen stammen aus dem antiken Fonte Maggiore. Die archäologische Sammlung des Musei Civici umfasst den gerillten Sarkophag des Atriums und das große römische Dolium aus der republikanischen Zeit am Eingang zur Sala Castiglioni.

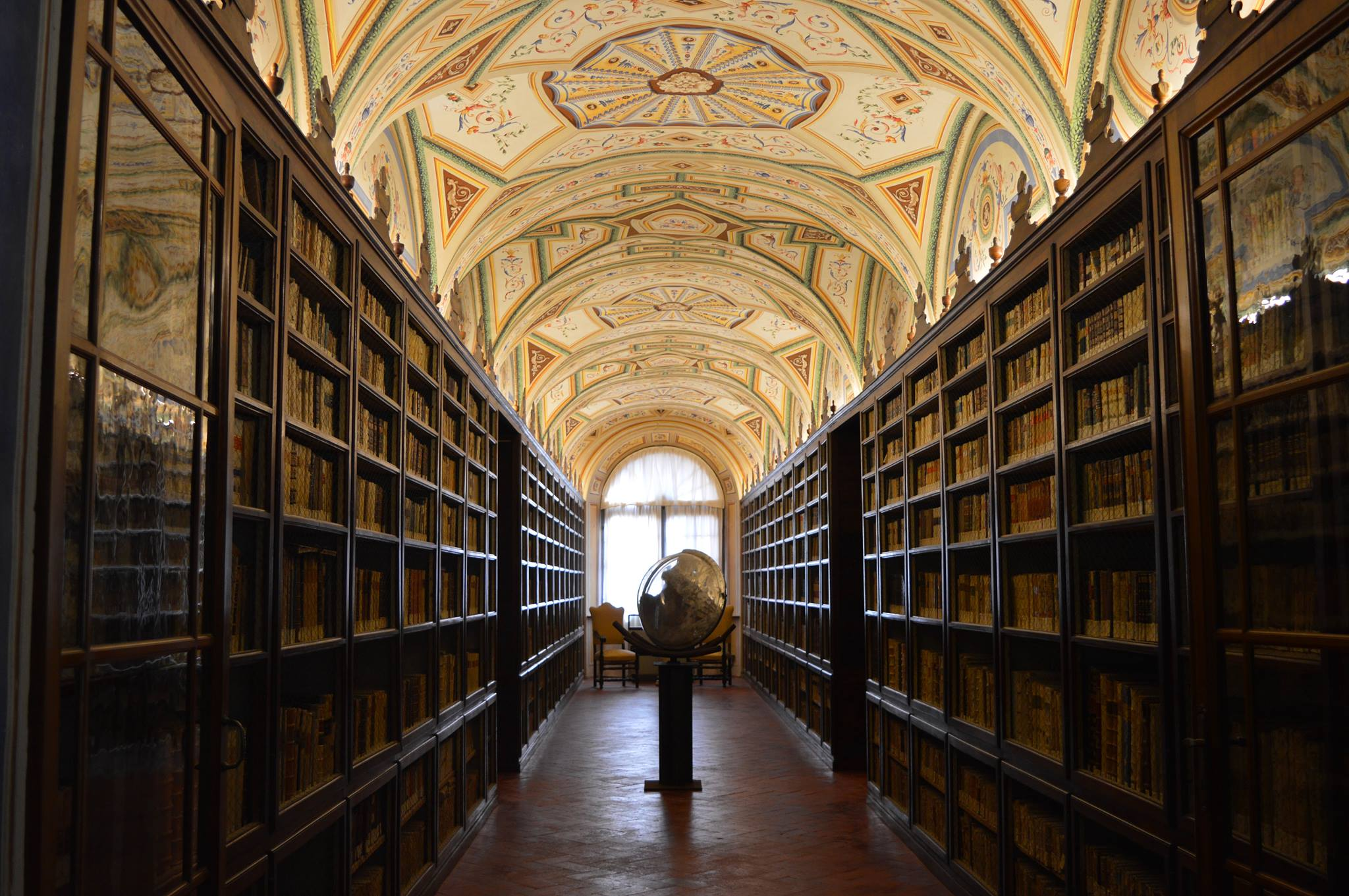
Zentrale oder mittlere Galerie
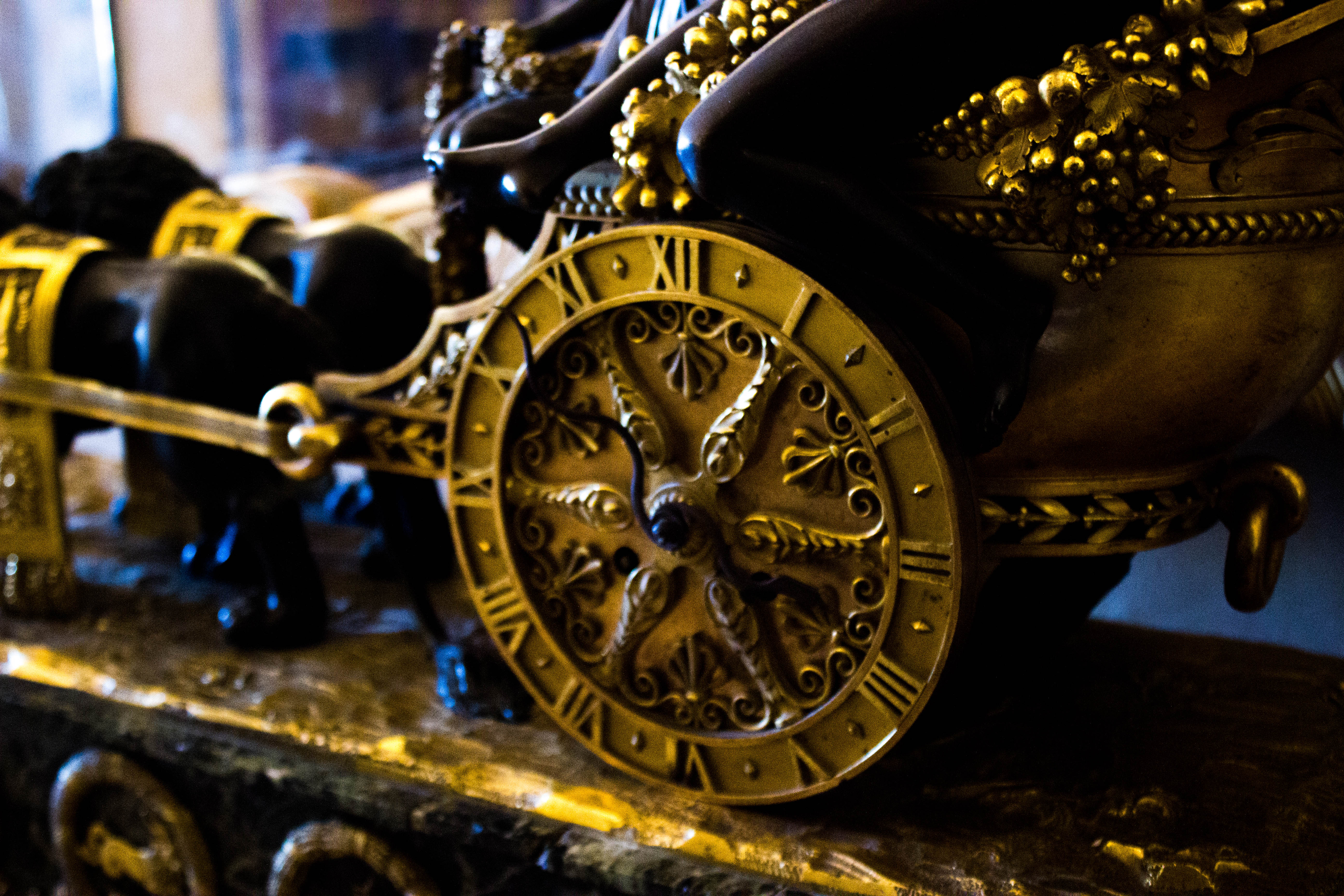
Uhr-Detail
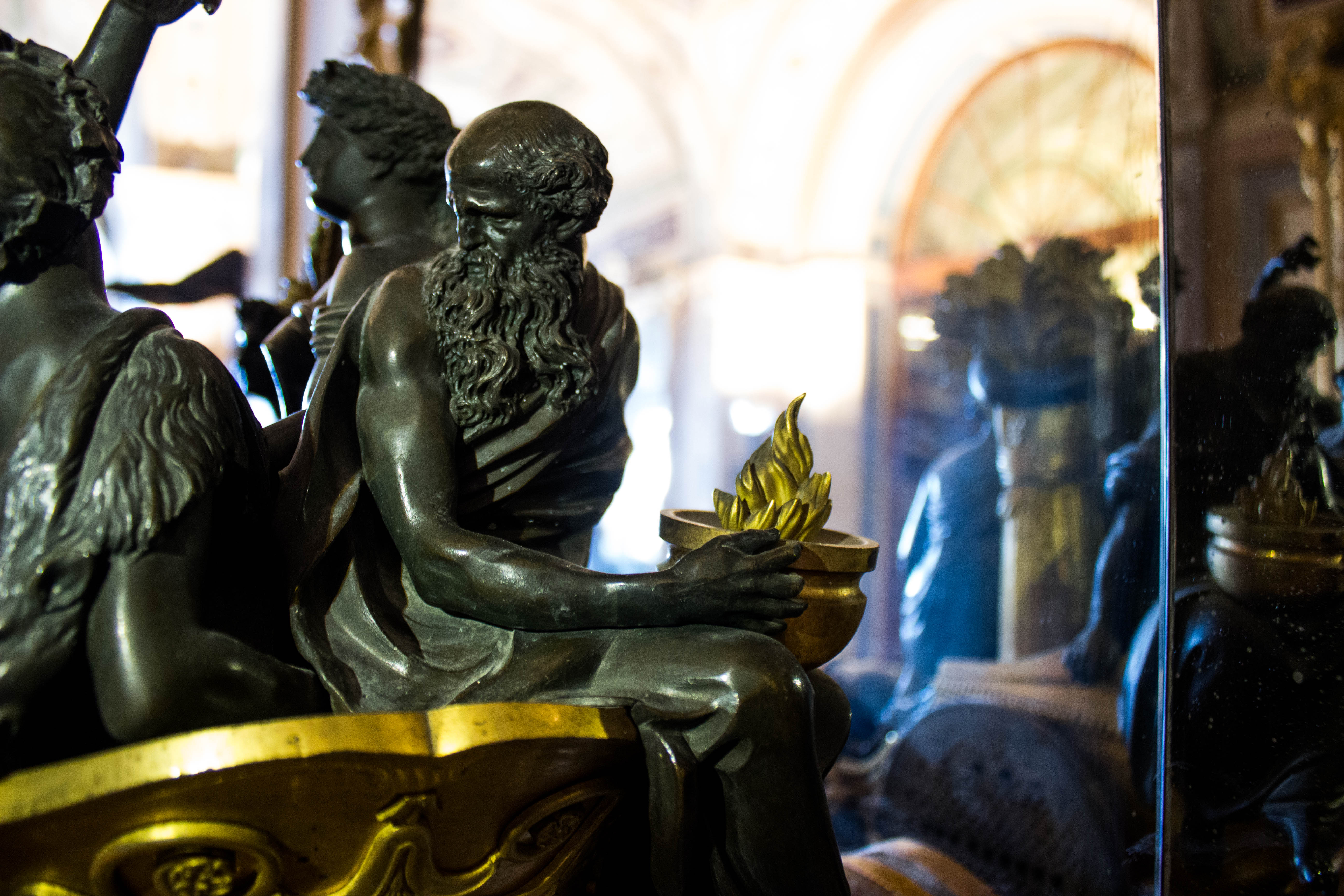
Uhr-Detail
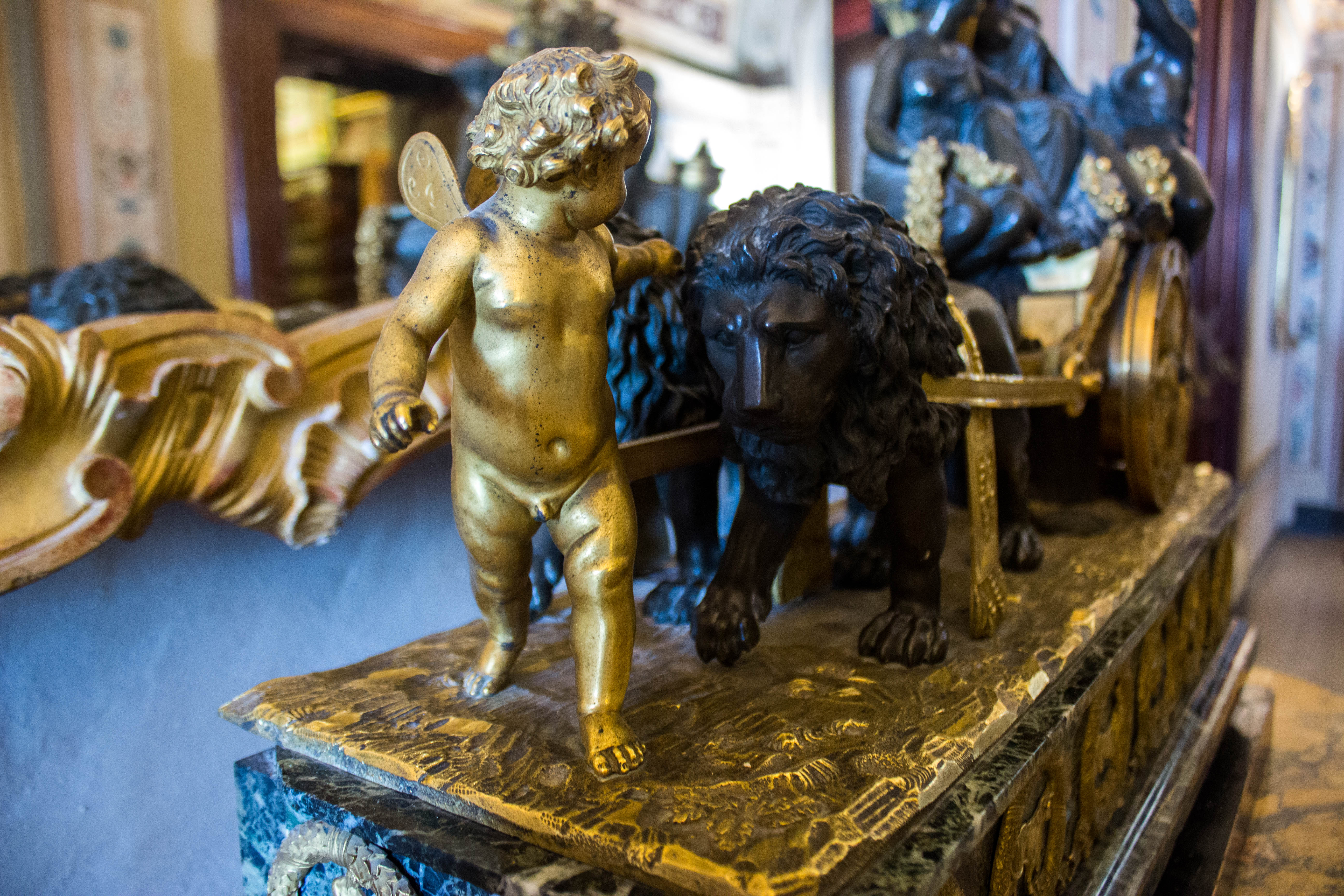
Uhr-Detail
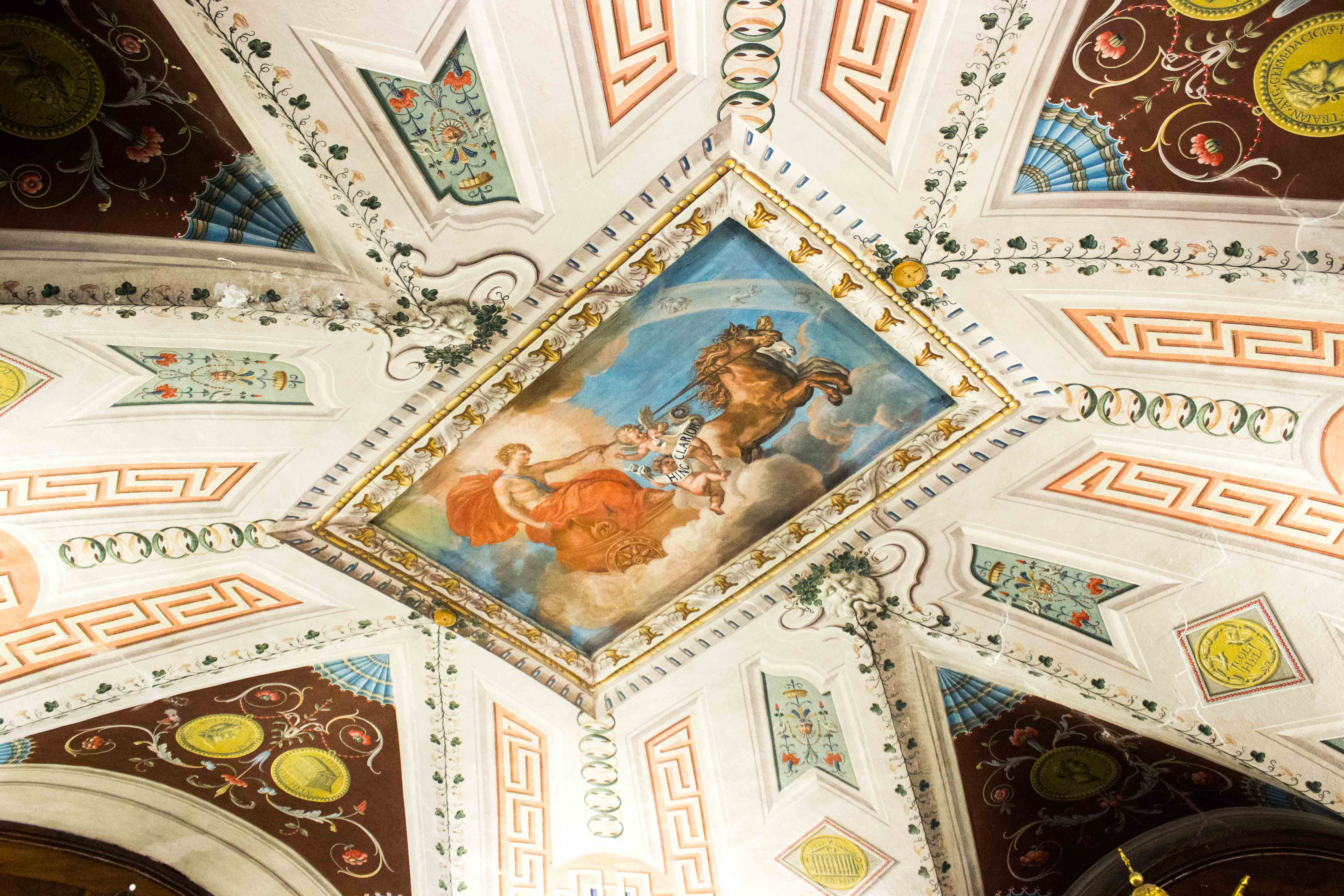
2. Raum
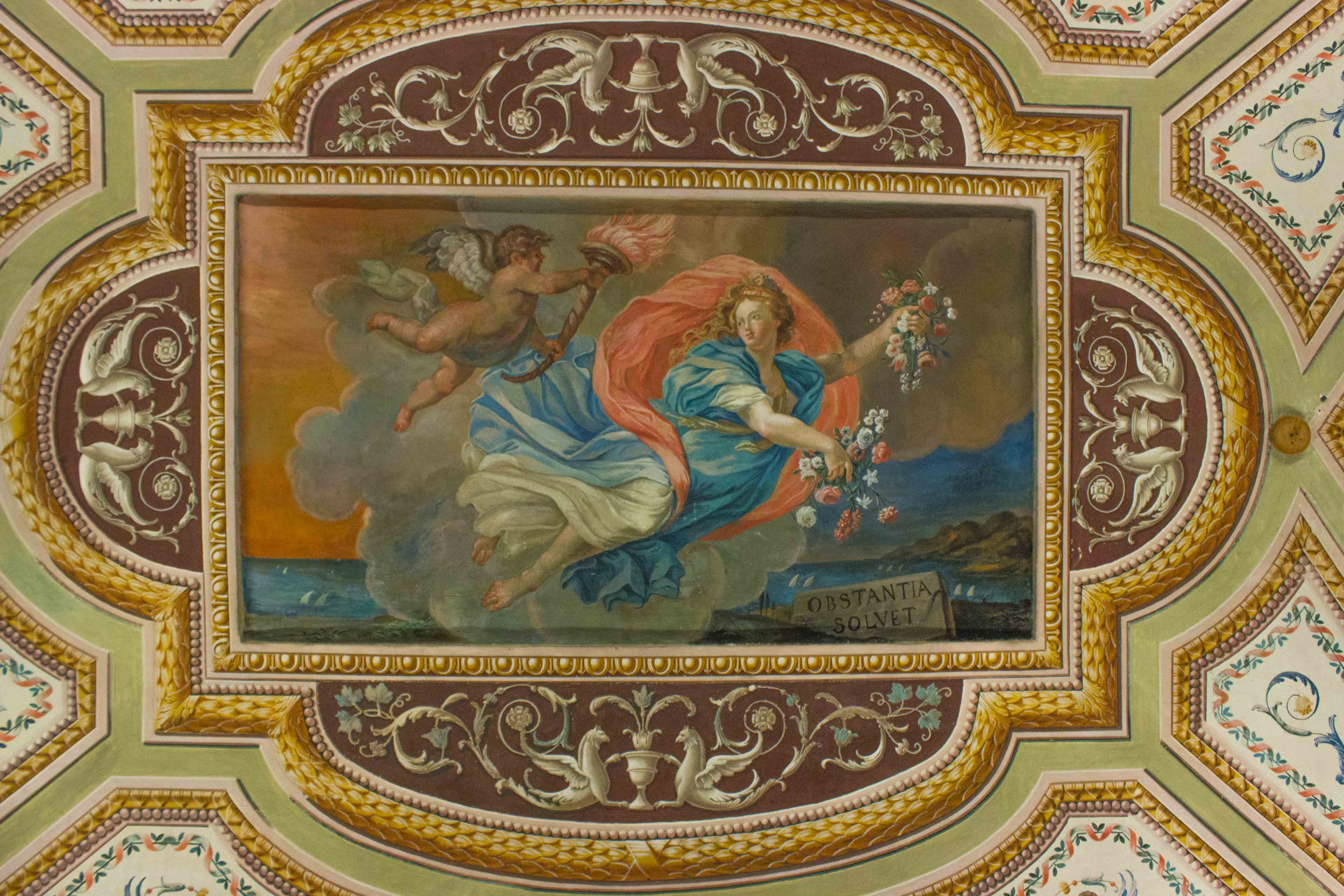
2. Raum
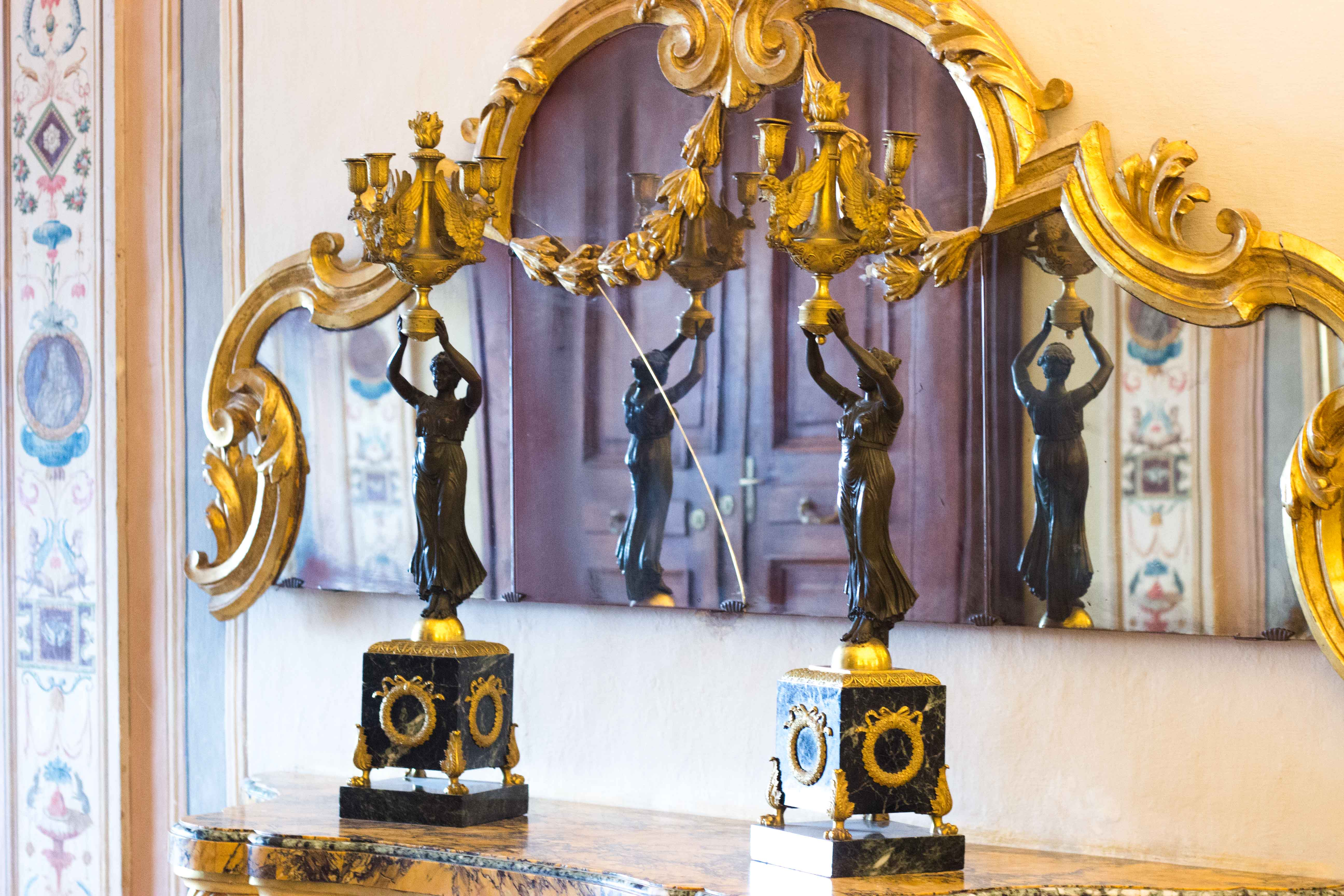
Napoleonischer Kandelaber

## Sammlungen
Mit derzeit rund 400.000 Bänden ist die Bibliothek eine der größten in der Region. Von besonderem Wert und Interesse sind 10.000 Manuskripte, etwas mehr als 300 Inkunabeln und über 4.000 Ausgaben aus dem 16. Jahrhundert. Die gedruckten Sammlungen umfassen neben Werken von lokalem historischem Interesse auch juristische, philosophisch-naturwissenschaftliche und medizinische Ausgaben aus dem 17. und 18. Jahrhundert. Sie verfügt auch über eine musikalische und theatralische Sammlung mit Manuskripten, darunter das Archiv der Domkapelle, die Hunderte von Broschüren, Postern und gedruckte Musikstücke enthält. Wichtige Geschichtsbestände des Risorgimento wurden von den Brüdern Giovanni und Domenico Spadoni gesammelt und gespendet. Außerdem gibt es eine umfangreiche Fotobibliothek mit rund 37.000 Bildern, mehr als 56.000 Glasplatten, die einer Reorganisation unterzogen werden, sowie eine Sammlung mit Zeichnungen und Drucken.
Alle alten und wertvollen Sammlungen sind katalogisiert und einsehbar. Die Bibliothek ist Teil des Bibliothekszentrums der Stadt und nimmt am Projekt SBN (Servizio Bibliotecario Nazionale) teil, indem sie neu erworbene Werke im Computernetzwerk katalogisiert. Ab April 2006 hat die Nachbearbeitung des bisherigen Buchbestandes auch im Online-Katalog begonnen, die bisher die Aufnahme von mehr als 74.000 Bänden ermöglicht hat. Ein beträchtlicher Teil (ca. 2.000 Stück) der Fotos der Balelli-Sammlung ist auch in Opac katalogisiert. Diese Fotos können somit nach Themenbereichen durchsucht und im Online-Katalog angezeigt werden. Der alphabetische Autorenkatalog, die Karteikarten im internationalen Format, der alphabetische Sachkatalog und separate Spezialkataloge stehen der Öffentlichkeit zur Verfügung. Mario Bevilacqua und Aldo Adversi haben gedruckte Inventare der Inkunabeln und Manuskripte herausgegeben.
Von besonderem historischem Interesse ist die Sammlung Radiciotti-Spadoni, die biographische Daten, handschriftliche Briefe und Akten von über 1.200 Musikern aus der Region Marken enthält, die das Ergebnis der Arbeit von über 40 Jahren des Musikwissenschaftler Giuseppe Radiciotti sind. Nachdem er mit der umfangreichen Biographie von Gioacchino Rossini einen gewissen Ruhm im musikalischen Bereich erlangt hatte, entschied er sich, die Früchte seiner Forschung der Verbreitung der Namen, des Lebens und der musikalischen Werke einer großen Anzahl von Musikern aus der Region der Marken zu widmen, die nicht zu Unrecht als Größen wie Rossini, Spontini oder Pergolesi in den Gedächtnissen bleiben. 1888 begann er eine sorgfältige Untersuchung von Stadtarchiven und handschriftlichen Briefen, aber angesichts der Schwierigkeit, einen Verleger zu finden, ließ er das Lexikon der Musiker der Marken unvollendet. Nach seinem Tod wurde die riesige Materialsammlung für das Lexikon dank des Willens seiner einzigen überlebenden Tochter der Mozzi-Borgetti-Bibliothek gespendet, wo der damalige Kurator und Freund von Radiciotti, Giovanni Spadoni, die Aufgabe hatte, dieses wichtige Werk zu vollenden, das schließlich sogar auf über 1.500 Biographien von Musikern aus den Marken erweitert wurde, die alle katalogisiert und in alphabetischer Reihenfolge sortiert wurden.

## Chronik der Bibliothekare
- Bartolomeo Mozzi, von 1784 bis 1786;
- Domenico Troili, von 1786 bis 1797;
- Abate prof. Giuseppe Montecchiari, von 1797 bis 1835;
- Tommaso Borgetti, von 1835 bis 1855;
- Francesco Rutili, von 1855 bis 1863;
- Matteo Ricci Petrocchini, von 1863 bis 1896;[3]
- Giovanni Spadoni, von 1925 bis 1940;[4]
- Amedeo Ricci, von 1940 bis 1964;[5]
- Aldo Adversi, von 1964 bis 1987;
- Alessandra Sfrappini, von 1987 bis 2018.

## Projekte
Seit 2013 ist die Bibliothek Mozzi-Borgetti zusammen mit anderen Institutionen Teil des Regionalprojekts „Leggere è familiare“, mit Unterstützung von Nati per Leggere, einem nationalen Programm zur Leseförderung für Familien mit Vorschulkindern, und Nati per la Musica, einem 2006 ins Leben gerufenen nationalen Programm zur Förderung der musikalischen Erfahrung in der Familie. Die Betonung liegt sowohl auf dem kognitiven Wert, der dem Kind während seines gesamten Lebens zugutekommt, als auch der Kommunikation, welche die Beziehungen zwischen Kindern und Eltern fördert und intensiviert.